# Jwala Gutta
Jwala Gutta (Bangalore, 7 de septiembre de 1983) es una deportista india que compitió en bádminton. Ganó una medalla de bronce en el Campeonato Mundial de Bádminton de 2011 en la prueba de dobles.

## Palmarés internacional
| Campeonato Mundial | Campeonato Mundial    | Campeonato Mundial | Campeonato Mundial |
| Año                | Lugar                 | Medalla            | Prueba             |
| ------------------ | --------------------- | ------------------ | ------------------ |
| 2011               | Londres (Reino Unido) | Medalla de bronce  | Dobles             |